# Йов Александрійський
Йов Александрійський (прибл. X століття) греко-православний Папа і Патріарх Александрії з 954 по 960 роки. Під час перебування Йова на посаді Патріарха, Візантійський імператор Никифор Фока захопив міста в Сирії, що викликало нищівний гнів мусульман по відношенню до християн.